# Lacumace
Lacumace (latino: Lacumaces; fl. III secolo a.C.) è stato un re numida, al tempo della Seconda guerra punica.

## Biografia
Era figlio minore di Esalce e fratello di Capussa. Sebbene fosse ancora molto giovane, fu messo sul trono dei Numidi Massesili da Mezetulo, che aveva detronizzato ed ucciso il fratello.
Non appena Massinissa ritornò in Africa, Lacumace fuggì e si rifugiò presso la corte di Siface per chiedere aiuto; ma prima di giungere a destinazione fu attaccato da Massinissa e a stento riuscì a sfuggire alla cattura.
Da Siface ottenne truppe ausiliarie con le quali si unì al proprio tutore Mezetulo ed affrontò Massinissa, ma entrambe le armate furono sconfitte. Sia Lacumace che Mezetulo scapparono e si rifugiarono presso la corte di Siface.
Massinissa lo indusse a tornare e Lacumace fu ricevuto presso la corte numidica con tutti gli onori dovuti al suo rango.